# Blocco elettrico automatico a circuiti di binario
Il blocco elettrico automatico a circuiti di binario è un regime di circolazione ferroviario mediante distanziamento a spazio.
Viene anche denominato blocco elettrico automatico a correnti fisse (BAcf), perché tale denominazione è stata inserita nei regolamenti italiani della rete RFI per distinguere tale regime dalla sua successiva evoluzione denominata "a correnti codificate".

## Caratteristiche
Questo regime di circolazione è fondato, oltre che su una serie di regole, su un insieme di apparati fissi che hanno la funzione di rilevare la posizione dei treni in circolazione, contribuendo così a garantire un regime di circolazione sicuro producendo informazioni indispensabili alla regolazione del distanziamento tra treni e della loro protezione rispetto agli ostacoli fissi.
Nelle tratte ferroviarie in cui è implementato, il controllo di occupazione di una sezione di blocco è effettuato mediante la tecnologia dei circuiti di binario. Ogni sezione di blocco costituisce un circuito elettrico, nel quale, se non vi sono treni,  circola fra le rotaie una corrente, che rilevata da un relè di binario che, eccitato, trasmette ai segnali e agli apparati centrali l'informazione di binario libero. Nel caso vi sia un rotabile sulla sezione, il suo assile (metallico) crea un corto circuito fra le due rotaie, interrompendo la circolazione di corrente. Il relè di binario si diseccita e trasmette l'informazione di binario occupato.
Tale tecnologia è stata ideata inizialmente per comandare automaticamente i vari segnali di distanziamento (ad avviso accoppiato) delle tratte di piena linea in cui ad ogni sezione di blocco corrisponde un circuito di binario, che venivano comandati dallo stato della sezione a valle del segnale.
In questo modo a circuito di binario occupato, ossia a corrente nulla nella tratta a inizio circuito, il segnale di protezione della sezione si dispone automaticamente a via impedita, comandando a sua volta il precedente segnale di blocco (con funzione di avviso) in modo da fargli proiettare l'aspetto corrispondente all'avviso di via impedita.

## Sviluppi ulteriori
Un'interessante e diffusa evoluzione di questo sistema è quella del blocco automatico a correnti codificate, in cui le correnti del circuito di binario sono sfruttate per trasportare un segnale elettrico, costituito da una sovramodulazione a frequenze prestabilite e corrispondenti, secondo uno schema logico, all'aspetto proiettato dal segnale di blocco che si trova al termine della sezione di blocco.
Lo sviluppo più interessante è stato tuttavia quello di sfruttare le correnti codificate come segnale diretto non solo ai segnali di blocco precedenti, ma anche agli stessi treni che percorrono la linea, mediante dei dispositivi rilevatori ad induzione collocabili in corrispondenza del primo asse dei convogli.